# Herb powiatu lipskiego
Herb powiatu lipskiego – jeden z symboli powiatu lipskiego, ustanowiony 28 kwietnia 2000.

## Wygląd i symbolika
Herb przedstawia na tarczy w polu czerwonym biały krzyż grecki, w którego czwartym polu, które tworzy, widnieje łękawica w tym samym kolorze. Pod nimi usytuowane jest na przemian 5 pasów w kształcie fali w kolorach białym i niebieskim. Krzyż i łękawica na czerwonym tle to herb Lipska, nawiązujący do herbu Dębno rodu Oleśnickich, natomiast falujące pasy symbolizują rzeki powiatu, w szczególności Wisłę.